# SafetyPay
SafetyPay Inc. es una empresa especializada en servicios de pago estadounidense fundada en 2003. La compañía con sede en Florida cubre los Estados Unidos, Canadá, Europa y América Latina. La solución de pago de comercio electrónico de SafetyPay permite a los usuarios pagar a los comerciantes globales en su moneda local, directamente desde su cuenta bancaria. La compañía tiene alianzas con casi 100 bancos en todo el mundo.
Como institución financiera multinacional, SafetyPay perteneciente al sector del comercio electrónico por Internet que permite la compra de productos o servicios usando las cuentas bancarias o servicios afiliados sin usar una tarjeta de crédito y usando la plataforma segura de los sistemas de banca en línea, una alternativa a los servicios de método de pago por transferencia o pago con tarjetas de crédito tradicional. SafetyPay también procesa peticiones de pago desde ventanillas en bancos y vía tarjetas de regalo. 

## Historia
El concepto de SafetyPay comenzó con Adrián Neuhauser, analista de banca de inversión, que simplemente quería comprar una parte de un PC en su ciudad natal, Santiago de Chile. No pudo encontrar la parte a nivel local, por lo que recurrió a comprar el artículo en línea de una conocida tienda del ramo en California. Sin embargo, al momento de pagar, su tarjeta de crédito fue rechazada y se le informó que el comerciante no aceptaba ninguna tarjeta de crédito desde el extranjero. Neuhauser investigó otras opciones de pago y descubrió que no había ninguna para las compras en el extranjero. Fue esta experiencia la que lo impulsó a desarrollar el concepto de la compra de artículos que utilizan una cuenta de banca en línea, evitando así la necesidad de usar tarjetas de crédito y el riesgo que presentan. 
Después de ahorrar algo de dinero, Adrián Neuhauser se conectó con Manuel Montero para ayudarle a iniciar la empresa. Había conocido a Montero años antes en Fiera Capital, una de las primeras empresas en idioma español de e-commerce de la era. En ese momento, Manuel Montero y su esposa Bárbara estuvieron involucrados en varios proyectos y empresas desde su creación; por lo tanto, la adición de uno más a la lista no era un problema. Poco después de unirse con Adrián Neuhauser, descubrió que cada una de sus empresas y proyectos venían con obstáculos de una forma u otra de la Montero - por ejemplo, las condiciones económicas y las fluctuaciones de la divisa de Europa afectaban negativamente sus negocios de importación y exportación; los rápidos cambios de la industria afectaban negativamente sus proyectos de música y cine. Una por una, cada empresa resultó ser un fracaso. Sin embargo, el negocio que se mantuvo en el tiempo fue SafetyPay, el único sobreviviente. 
Desde sus comienzos en la mesa del comedor, SafetyPay se expandió rápidamente. Comenzaron a partir de un pequeño apartamento con personal con sólo un puñado de empleados en Miami Beach. El primer banco fue firmado junto con un par de comerciantes en el Perú para la prueba beta del sistema (que finalmente fue patentado). Para el año 2009, SafetyPay estaba listo para los negocios y la empresa luego se expandió a otros países de América Latina y Europa. Este crecimiento atrajo a exejecutivos de American Express, asociados de Manuel Montero y Bárbara, que habían trabajado previamente en Amexco, algunos de los cuales eran los primeros inversores de SafetyPay y miembros de la junta directiva.

## Funcionamiento operativa
Su plataforma no está basada para funcionar con tarjetas de crédito ni otras afines directamente, por tanto, no se considera a este medio como un banco ni como dinero electrónico. Ellos han patentado su plataforma de servicios en la Oficina de Patentes y Marcas de Estados Unidos.
Aunque esta empresa se rige por reglas locales en temas financieros y bancarios, también tiene que obedecer reglas del Departamento del Tesoro de los Estados Unidos y de la Autoridad Bancaria Europea. Algunas de las reglas son de lavado de dinero y transacciones no autorizadas.
SafetyPay cobra por los conceptos de:
- Costo de afiliación más impuestos (pago único).
- Cargo de una comisión fija al vendedor por transacción completada usando la plataforma de pagos.

SafetyPay no aplicar cargos adicionales al:
- Comprador por cantidad o rangos en el monto de un pedido.

Soluciones de Pago:
- En línea.
- Walk In Payments (Cash - Presencial).
- Call Center.
- Orden de Pagos.